# Hatzenbühl
Hatzenbühl is een plaats in de Duitse deelstaat Rijnland-Palts, en maakt deel uit van de Landkreis Germersheim.
Hatzenbühl telt 2.823 inwoners.

## Bestuur
De plaats is een Ortsgemeinde en maakt deel uit van de Verbandsgemeinde Jockgrim.

## Betimmerde huizen in Hatzenbühl

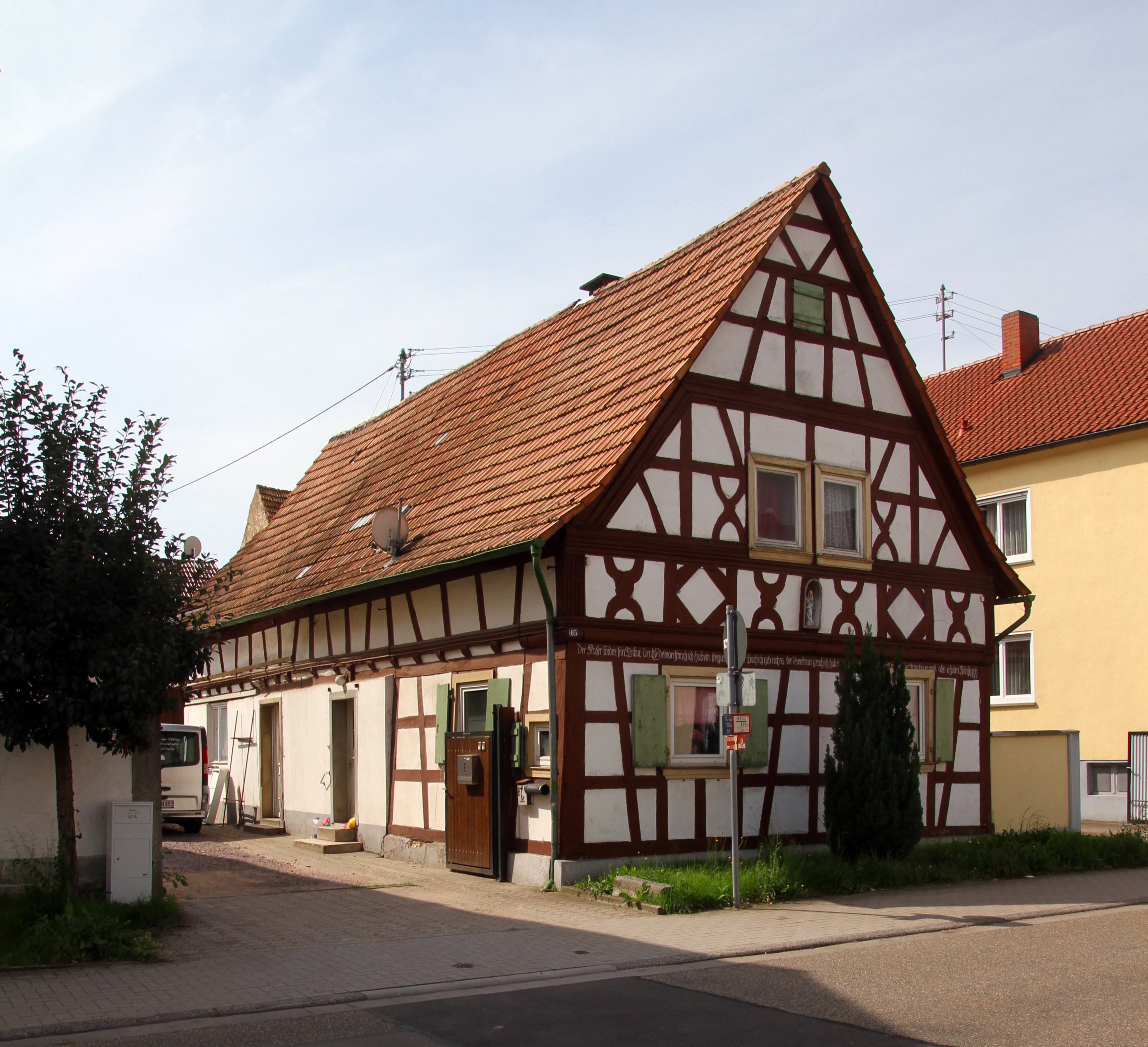
Luitpoldstr. 65
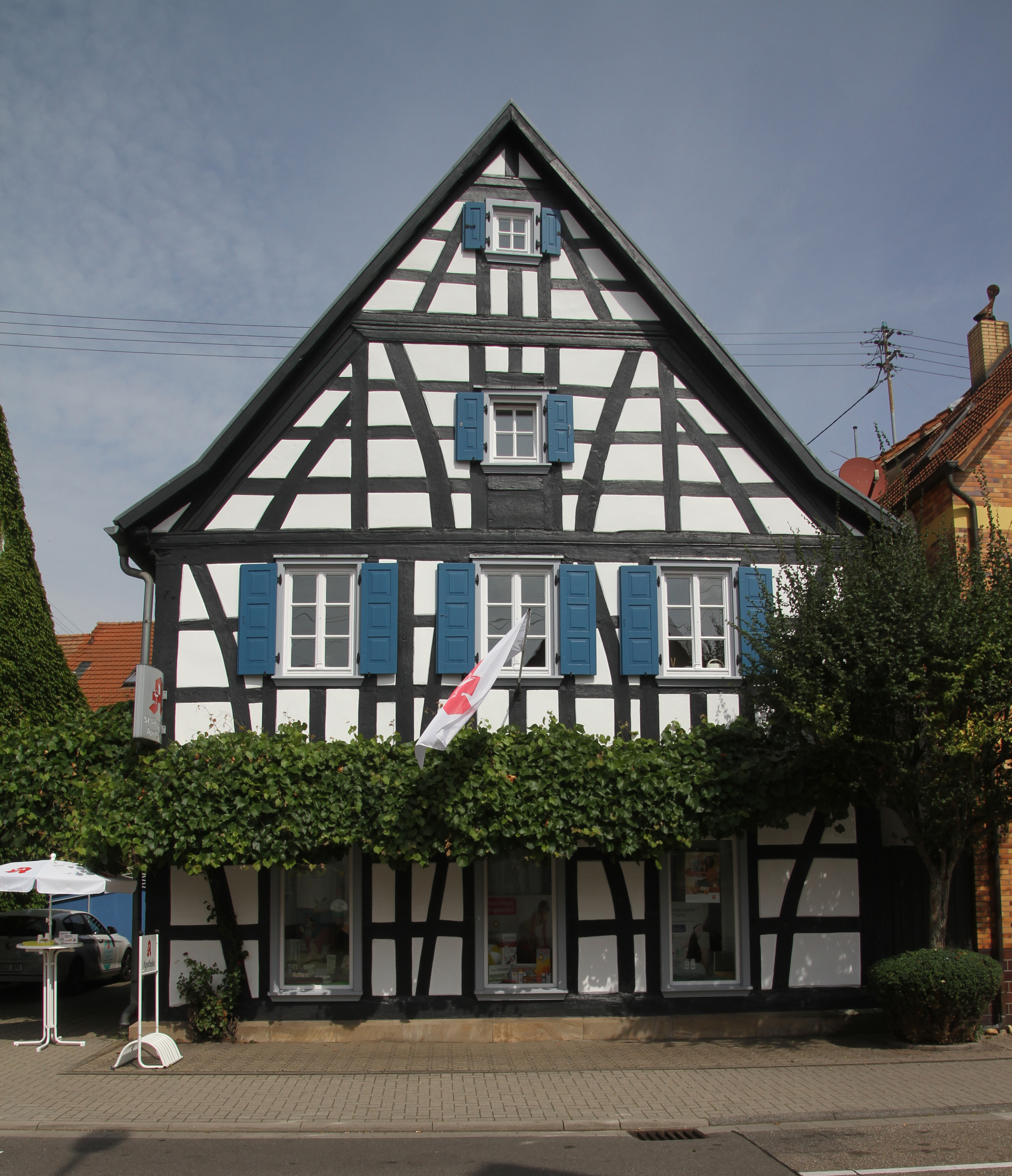
Luitpoldstr. 98
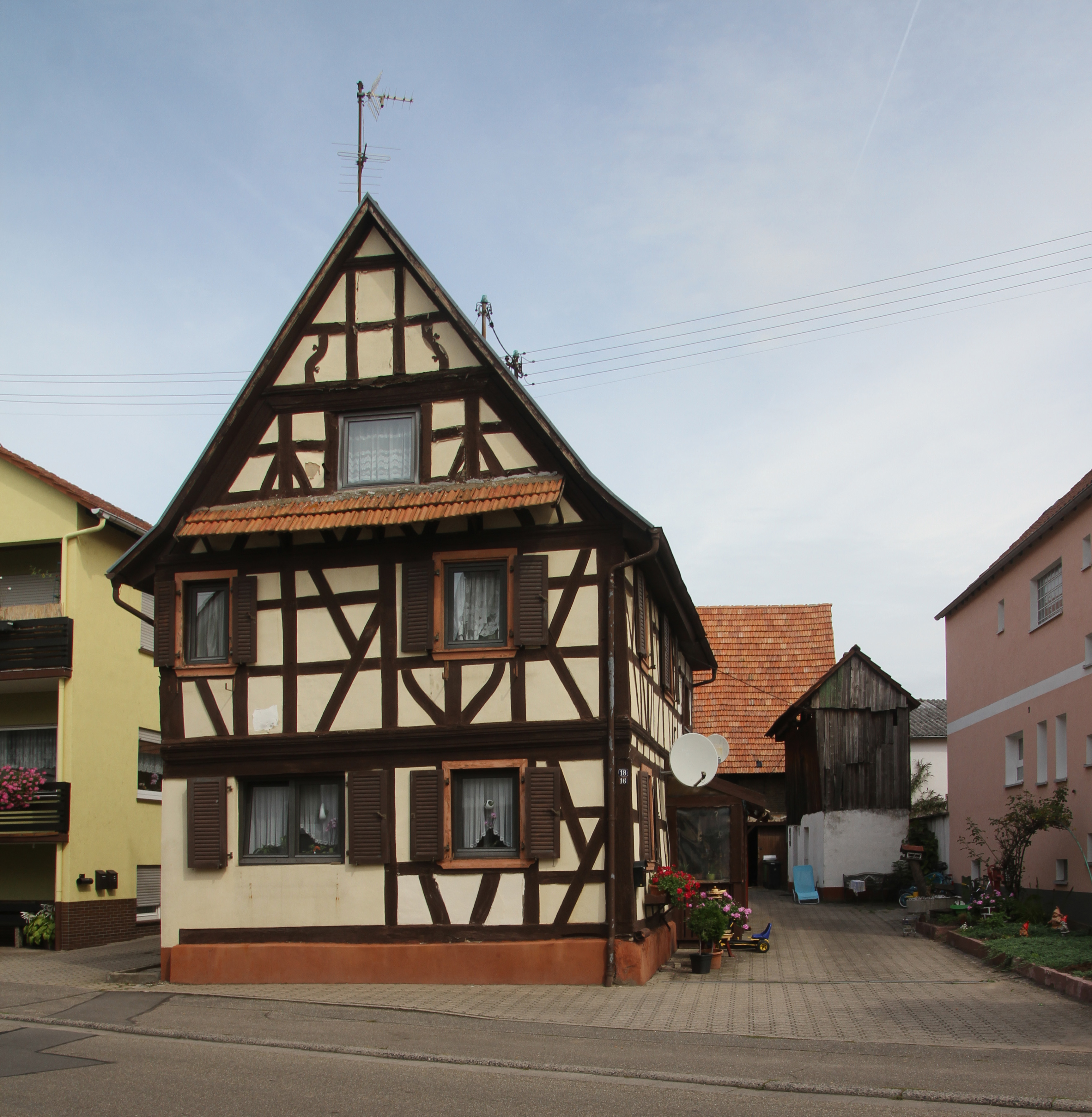
Luitpoldstr. 18
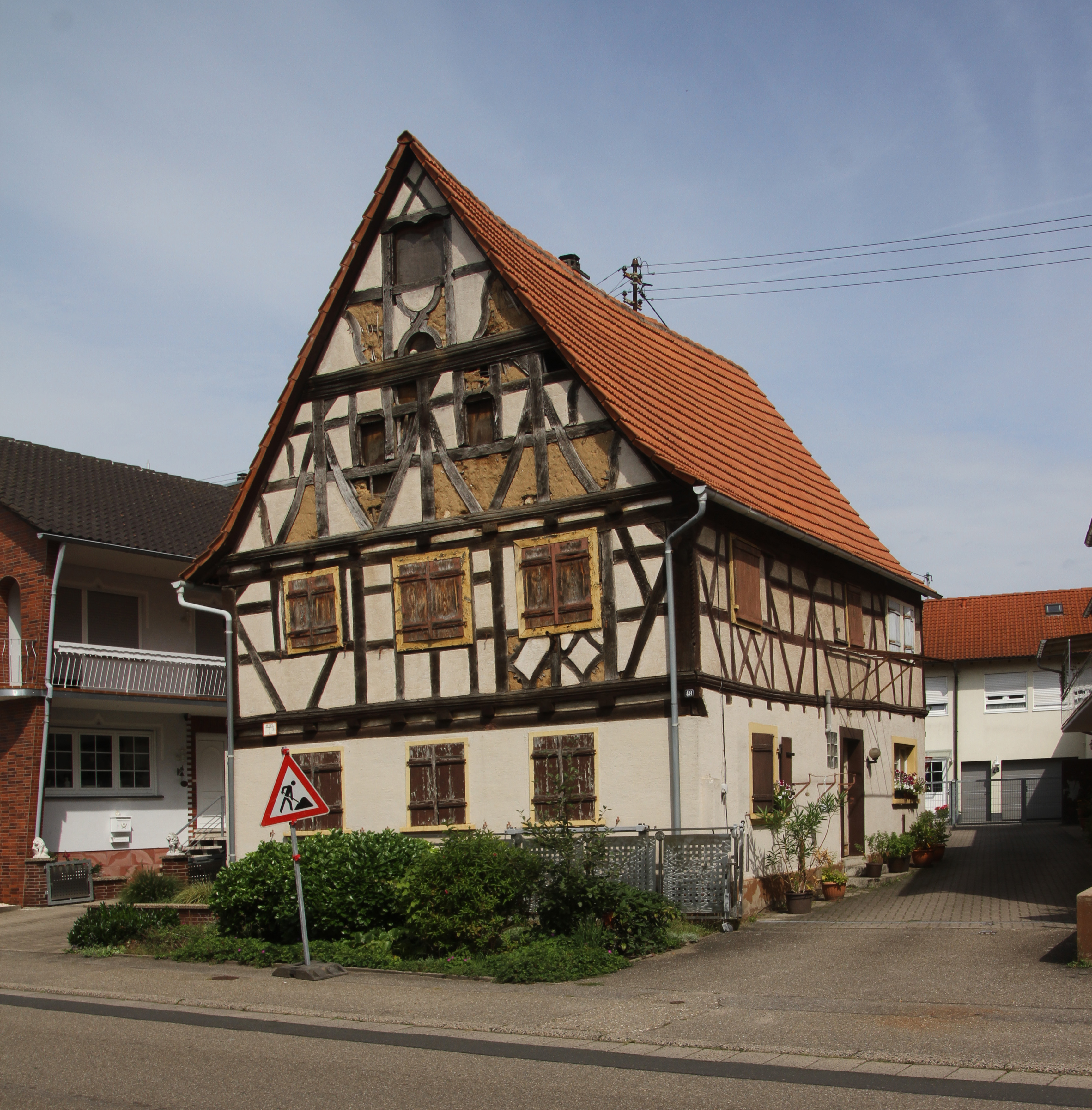
Luitpoldstr. 48